# Melanagromyza polemonii
Melanagromyza polemonii är en tvåvingeart som beskrevs av Boris Borisovitsch Rohdendorf 1953. Melanagromyza polemonii ingår i släktet Melanagromyza och familjen minerarflugor. Inga underarter finns listade i Catalogue of Life.